# Kosovo
Kosovo (albansk: Kosovë, tr. Kosova; serbisk: Косово, tr. Kosovo) er en stat beliggende på Balkanhalvøen, der formelt erklærede sin uafhængighed den 17. februar 2008. Selvom Kosovo har proklameret sig som en selvstændig stat, er landet endnu ikke fuldt ud anerkendt som en suveræn stat af FN. Pr. 22. november 2019 har 98 af FN's 193 medlemslande, herunder 22 EU-medlemsstater, anerkendt Kosovo som en selvstændig stat, herunder også Danmark.
Kosovo grænser op til Serbien, Montenegro, Albanien og Nordmakedonien. Landets hovedstad, Pristina, er beliggende i et bjergrigt område. Kosovo har en befolkning på omkring to millioner mennesker, hvoraf flertallet er etniske albanere. Derudover findes der mindre grupper af serbere, tyrkere, bosniakker samt andre etniciteter.
Forholdet mellem Kosovos regering og Serbien er præget af en vedvarende politisk og territorial konflikt. Spørgsmålet om Kosovos status har forårsaget internationale spændinger, især mellem USA og Rusland, hvilket har resulteret i en vedvarende fastlåst situation i regionen. USA, sammen med sine vestlige allierede, herunder NATO, har spillet en central rolle i støtten til Kosovos uafhængighed, hvilket har medført en markant skillelinje mellem Vesten og Østen. Rusland og Kina er blandt de lande, der fortsat nægter at anerkende Kosovos suverænitet.
Flere eksperter udtrykker bekymring for, at konflikten kan eskalere og potentielt udvikle sig til en større international krise. I værste fald frygtes det, at konflikten kan udløse større geopolitiske spændinger, særligt i lyset af Serbiens tab af kontrol over området. Selvom Serbien historisk gør krav på Kosovo, har landet undgået en direkte konfrontation, idet en konflikt med USA og dets allierede kan få alvorlige konsekvenser, som det blev demonstreret under NATO's bombekampagne i 1999.
USA har i dag en ambassade i Pristina og opretholder militærbasen Camp Bondsteel, hvor amerikanske soldater er udstationeret sammen med tropper fra flere NATO-lande, herunder Italien, Polen, Storbritannien, Tyrkiet, Tyskland og Frankrig.
Den internationale fredsbevarende styrke KFOR har til opgave at opretholde fred og stabilitet i Kosovo og sikre, at området forbliver sikkert.
Da Kosovo i 2008 under ledelse af Hashim Thaci erklærede sin uafhængighed, vakte det stor modstand, især fra Serbien, der fordømte erklæringen og anklagede USA for illegitim indblanding. Serbien hævdede, at USA spillede en afgørende rolle i anerkendelsen af Kosovos territoriale integritet uden tilstrækkeligt juridisk grundlag. Den daværende amerikanske præsident, George W. Bush, erklærede, at USA ville være blandt de første lande til at anerkende Kosovos suverænitet.

## Navn
Landet omtales internationalt primært som Kosovo, hvilket også er den mest udbredte betegnelse på landkort og i officielle dokumenter. Navnet udtales "ko-SO-va" på albansk (med tryk på anden stavelse) og "KOS-so-vo" på serbisk (med tryk på første stavelse). De fleste danske medier benytter navnet Kosovo, mens dagbladet Politiken konsekvent anvender den albanske form Kosova. På albansk ses navnet desuden undertiden skrevet som Kosovë.
Internationalt har betegnelsen Kosovo opnået bred anvendelse, hvilket blandt andet afspejles i den officielle engelske oversættelse af Kosovos forfatning. Danmark benytter ligeledes denne betegnelse i sine officielle forbindelser med landet.
Navnets etymologi kan spores til den slaviske betegnelse Kosovo polje, som betyder "Solsortesletten" (jf. afsnittet Oldtid og middelalder), hvor ordet kos på slavisk henviser til fuglen solsort.
En del kosovoalbanere foretrækker at benytte navnet Dardania (de), som henviser til den antikke region, der blev erobret af romerne i 28 f.v.t. og senere blev indlemmet i den romerske provins Moesia (de). Det historiske område Dardania omfattede det nuværende Kosovo samt dele af Nordmakedonien. Navnet menes at stamme fra det albanske ord dardhë (pære), og området var beboet af illyrere, som mange betragter som forfædre til den moderne albanske befolkning. Kosovos første præsident, Ibrahim Rugova, var en markant fortaler for at genindføre betegnelsen "Dardanien". Navnet anvendes dog ikke officielt af nogen international instans, og betegnelsen Kosova er fortsat den mest udbredte blandt albanere i Kosovo.
Serbere bruger ofte betegnelsen Metohija om den vestlige del af Kosovo, et område hvor den serbisk-ortodokse kirke historisk har haft mange af sine kirkelige ejendomme. Det albanske navn for samme område er Rrafsh i Dukagjinit, ofte oversat som "Dukagjin-plateauet".

## Geografi
Kosovo er beliggende i det sydøstlige Europa og dækker et areal på 10.912 km², svarende til omtrent en fjerdedel af Danmarks størrelse. Landet grænser op til Montenegro mod nordvest, Serbien mod nord og øst, Nordmakedonien mod syd og Albanien mod sydvest. 
De nuværende grænser blev fastlagt i 1945 som en del af den administrative inddeling i det daværende Jugoslavien, hvor Kosovo fungerede som en autonom provins inden for Serbien.

## Oldtid og middelalder
Befolkningen i det område, der i dag udgør Kosovo, har historisk bestået af både serbere og albanere, men der hersker uenighed om, hvordan fordelingen mellem disse grupper har udviklet sig gennem tiden, samt hvilke historiske og politiske forhold der har bidraget til demografiske forskydninger.
I antikken siges det, at området var beboet af thrakiske folk. En udbredt teori hævder, at albanerne nedstammer fra illyrerne, som i forhistorisk tid beboede store dele af det vestlige Balkan, herunder områder omkring Adriaterhavet, længe før slaverne, som serberne menes at nedstamme fra, ankom til Balkanhalvøen. Illyrerne er veldokumenterede i romerske kilder, og teorien om albanernes illyriske oprindelse betragtes i dag som sandsynlig af en række historikere og forskere.
Fra 700-tallet og frem til omkring år 1400 var Kosovo et kerneområde i det middelalderlige Serbiske rige, som havde tætte forbindelser til Det Byzantinske Rige. Fra denne periode stammer en lang række betydningsfulde ortodokse kirker og klostre, hvoraf flere i dag er opført på UNESCOs verdensarvsliste.
Efter Slaget på Solsortesletten (serbisk: Kosovo Polje) den 28. juni 1389 blev regionen gradvist underlagt Det Osmanniske Rige. Mange af de lokale fyrster blev, i større eller mindre grad frivilligt, vasaller under sultanen. Selve slaget regnes ofte som uafgjort, og både den serbiske fyrste Lazar og den osmanniske sultan Murad I blev dræbt i kampene. Slaget involverede deltagere af flere etniciteter — herunder både serbere og albanere — på begge sider.
Den præcise etniske sammensætning i Kosovo i middelalderen er vanskelig at fastslå, men der er bred enighed om, at en større demografisk forskydning fandt sted i slutningen af 1600-tallet. I forbindelse med en mislykket østrigsk invasion af det osmanniske Balkan og den efterfølgende tilbagetrækning mod nord, flygtede et stort antal serbere til områder i det habsburgske rige, hvilket banede vejen for en stigende albansk tilstedeværelse i regionen.

## 1800- og 1900-tallet
Det albanske nærvær i Kosovo voksede markant i begyndelsen af 1800-tallet, blandt andet som følge af Det Osmanniske Riges politik om at tiltrække muslimske bosættere for at sikre større loyalitet over for sultanen. Mange af disse bosættere kom fra Nordalbanien, hvor en stor del af befolkningen allerede i 1700-tallet var konverteret til islam. Den tætte sproglige og kulturelle forbindelse mellem Kosovo og Nordalbanien afspejles stadig i dag, især gennem de gegisk-albanske dialekter, der tales i begge områder.
Den østrigske forsker Joseph Müller noterede i 1834, at befolkningen i Metohija, især i den østlige del af regionen, overvejende havde slavisk karakter, og at den serbiske tilstedeværelse var særligt dominerende i byområderne.
Efter Det Osmanniske Riges sammenbrud i begyndelsen af 1900-tallet blev Kosovo erobret af Serbien i 1912, hvilket blandt mange kosovoalbanere blev opfattet som indledningen på en periode med serbisk undertrykkelse.
Efter 2. verdenskrig forblev Kosovo en del af Serbien og blev integreret i Titos Socialistiske Føderale Republik Jugoslavien. I særdeleshed under ledelsen af Aleksandar Ranković i 1950’erne og 1960’erne rapporteredes om systematisk undertrykkelse af albanere i regionen.[kilde mangler]
Økonomiske og sociale udviklingsinitiativer i Kosovo lykkedes kun delvist. På trods af enkelte eksempler på samarbejde og venskab mellem serbere og albanere, levede de to befolkningsgrupper i vidt omfang adskilte liv. Blandt andet forekom blandede ægteskaber kun i meget begrænset omfang.
Den albanske befolkning levede i høj grad fortsat i klanstrukturer og i stærkt patriarkalsk prægede storfamilier og fastholdt albansk som dagligsprog. Undervisning i serbokroatisk var obligatorisk i skolerne, men havde kun begrænset effekt på sproganvendelsen i det albanske hjem og lokalsamfund.
Nogle kosovo-serbiske bønder levede på lignende vis som deres albanske naboer, men bevarede det serbiske sprog og deres ortodokse kultur. Myndighederne søgte i perioder at tiltrække bosættere fra andre dele af Jugoslavien til Kosovo – som landmænd, industriarbejdere eller embedsmænd. En stor del af disse tilflyttere var serbere fra det økonomisk mere udviklede Serbien, hvilket medførte fremvæksten af en serbisk domineret overklasse, der i mange tilfælde betragtede albanerne som underordnede i det sociale hierarki.

## Fra 1974 og frem til 1999

### Selvstyre i 1974
Gennem mange år havde der været spændinger mellem serbere og albanere i Kosovo. Dette bidrog til, at Josip Broz Tito og andre ledende beslutningstagere i Jugoslavien besluttede at tildele Kosovo status som en autonom provins, svarende til Vojvodina i det nordlige Serbien. Formelt forblev Kosovo en del af Serbien, men fik udvidede beføjelser inden for Jugoslaviens føderale struktur.
I årene efter reformen oplevede mange kosovoserbere en stigende følelse af politisk marginalisering. Samtidig begyndte et ønske om øget albansk selvbestemmelse og i visse kredse også uafhængighed at vinde frem — et krav, som Slobodan Milošević senere udnyttede politisk.

### Ophævelse af selvstyret i 1989
Fra slutningen af 1980'erne blev de etniske spændinger intensiveret, især efter Slobodan Miloševićs omdiskuterede tale i Kosovo Polje i 1987, hvor han fremstod som beskytter af serbiske interesser. I 1989 tiltrådte han som præsident for Serbien og begyndte at centralisere magten, herunder ved at begrænse Kosovos autonomi.
Samme år blev Kosovos selvstyre formelt ophævet efter en omstridt afstemning i det regionale parlament. Selvom proceduren var præget af pres og tilstedeværelsen af serbiske sikkerhedsstyrker, blev beslutningen gennemført med henvisning til jugoslavisk lovgivning.
I årene efter overtog serbiske myndigheder og kosovoserbere kontrollen med administrationen. Mange albanske embedsmænd blev afskediget, da de nægtede at underskrive loyalitetserklæringer over for den serbiske stat.
På albansk side var der i begyndelsen uenighed om, hvordan man skulle forholde sig til situationen. Over tid samledes et flertal omkring en fredelig modstandslinje. Der blev oprettet et parallelt albansk parlament, og Ibrahim Rugova blev valgt som præsident for en selvudråbt uafhængig republik, som dog kun blev anerkendt af Albanien.

### Opbygning af parallelt system
Som reaktion på udelukkelsen fra offentlige institutioner begyndte den albanske befolkning at opbygge et parallelt, uofficielt system. Dette omfattede egne skoler (ofte afholdt i private hjem), sundhedsklinikker og andre institutioner uden for det serbiskkontrollerede statsapparat.
Finansieringen kom i høj grad fra diasporaen — kosovoalbanere bosat i Vesteuropa — som organiserede frivillige skatteindsamlinger til støtte for de alternative strukturer.

### Dayton-forhandlingerne
Mange kosovoalbanere, herunder Ibrahim Rugova, håbede, at Dayton-forhandlingerne i 1995 ville omfatte spørgsmålet om Kosovos fremtid. Fokus for forhandlingerne var dog udelukkende rettet mod konflikten i Bosnien-Hercegovina, og situationen i Kosovo blev ikke inddraget i aftalen.
Rugovas fredelige tilgang — ofte sammenlignet med Mahatma Gandhis filosofi i Indien — opnåede en vis international sympati, men havde begrænset politisk effekt. Slobodan Milošević og andre serbiske ledere lod til at acceptere den fastlåste situation uden større modstand, så længe den albanske modstand forblev ikke-voldelig.

## Kosovokrigen
Mellem 1996 og 1999 udspillede der sig en væbnet konflikt i Kosovo mellem militante kosovoalbanske separatister fra UCK (Ushtria Çlirimtare e Kosovës) og den jugoslaviske hær, som var militært overlegne. Konflikten eskalerede gradvist, og forsøg på diplomatiske løsninger mislykkedes.
I begyndelsen af 1999 brød fredsforhandlingerne sammen, herunder dem, der blev ført i Rambouillet i Frankrig. Som reaktion på den tilspidsede situation og meldinger om omfattende menneskerettighedskrænkelser, iværksatte NATO en militær intervention uden mandat fra FN's Sikkerhedsråd. Interventionen bestod af omfattende luftbombardementer mod mål i Jugoslavien og varede fra marts til juni 1999.
I juni 1999 accepterede den serbiske præsident Slobodan Milošević, sammen med den jugoslaviske regering og det serbiske parlament, en våbenhvile. Som følge heraf blev Kosovo placeret under midlertidig international administration, ledet af FN (UNMIK), mens sikkerheden i området blev varetaget af den NATO-ledede styrke KFOR.
Begrebet Kosovokrigen dækker således to sideløbende konflikter: Dels den interne guerillakrig mellem UCK og de jugoslaviske styrker, og dels den internationale militære intervention ledet af NATO.

## Internationalt protektorat
Siden 1999 har der været adskillige forsøg på gradvist at overføre politisk og administrativ kompetence til lokale myndigheder i Kosovo. Processen har været støttet og overvåget af det internationale samfund, primært gennem FN's mission i Kosovo (UNMIK). Repræsentanter for det serbiske mindretal har dog i vid udstrækning valgt at boykotte de nye institutioner, hvilket i høj grad skyldes pres og politisk påvirkning fra Serbien.

### Præsident og magtdelingsaftaler
Den første præsident efter krigens afslutning i sommeren 1999 blev den albanske politiker Ibrahim Rugova. Rugova, som var uddannet litteraturforsker, havde i 1990'erne fungeret som præsident for den selvudråbte albanske parallelstat.
Et formelt præsidentvalg fandt sted i 2002, efter udarbejdelsen af et midlertidigt juridisk grundlag (legal framework). Dette blev efterfulgt af parlamentsvalg og en politisk magtdelingsaftale mellem Rugovas parti, Den Demokratiske Liga i Kosovo (LDK), og Hashim Thaçi, leder af Det Demokratiske Parti i Kosovo (PDK), der var udsprunget af UÇK.
Aftalen indebar, at Rugova blev præsident, mens UÇK’s repræsentant, Bajram Rexhepi, blev udnævnt til premierminister. Ved det efterfølgende parlamentsvalg blev en ny magtdelingsaftale indgået, denne gang mellem Rugova og Ramush Haradinaj, ligeledes fra et parti med rødder i UÇK.
Efter Ibrahim Rugovas død i januar 2006, blev Fatmir Sejdiu valgt som hans efterfølger den 10. februar samme år.

### Etniske forhold i dag
Kosovo er fortsat et etnisk sammensat samfund, hvor kosovoserbere udgør det største etniske mindretal. Nord for floden Ibar, der løber gennem den delte by Mitrovica, findes et serbiskdomineret område, som i praksis har haft tæt tilknytning til de serbiske myndigheder. Der bor dog også serbere i albanskdominerede områder — og omvendt — selvom den etniske opdeling i visse regioner er blevet mere udtalt siden krigens afslutning.

## Selvstændighed
Søndag den 17. februar 2008, kort før klokken 15:00 lokal tid, vedtog Kosovos parlament en uafhængighedserklæring. Premierminister Hashim Thaçi oplæste erklæringen om Republikken Kosovos uafhængighed for de internationale medier omkring klokken 15:50. Beslutningen blev enstemmigt vedtaget af de 109 tilstedeværende medlemmer af parlamentet. De elleve fraværende repræsentanter, som hovedsageligt tilhørte etniske mindretal — herunder kosovoserbere — valgte at boykotte afstemningen.
Serbiens premierminister Vojislav Koštunica reagerede skarpt på den ensidige uafhængighedserklæring og omtalte Kosovo som en "falsk stat" i en tv-transmitteret tale til nationen. Han anklagede USA for at støtte uafhængigheden i strid med international lov og hævdede, at amerikansk indblanding primært var motiveret af militærstrategiske interesser.
Den 15. juni 2008 underskrev Kosovos præsident landets nye forfatning, sammen med en række ledsagende love, som etablerede de centrale statsinstitutioner, herunder et udenrigsministerium og et uafhængigt retsvæsen.
Serbien har ingen formel kontrol over Kosovo. Områdets sikkerhed varetages fortsat af den NATO-ledede KFOR-styrke, mens FN’s mission i Kosovo (UNMIK) stadig udfører visse administrative og juridiske funktioner. Den primære internationale tilstedeværelse overgik dog gradvist til det Internationale Civile Kontor (ICO), ledet af en international civil repræsentant (ICR).
ICR’s mandat var baseret på Ahtisaari-planen, udarbejdet af den tidligere finske præsident Martti Ahtisaari, og omfattede beføjelse til at overvåge implementeringen af planen, fortolke dens bestemmelser, ophæve lovgivning i strid med planen og afskedige embedsmænd, der handlede imod den. Den internationale civilrepræsentant fungerede samtidigt som EU’s særlige repræsentant i Kosovo — posten blev varetaget af Pieter Feith fra Nederlandene. En international styringsgruppe bestående af omkring 20 lande, herunder Danmark, bistod ICR i arbejdet.
22 ud af 27 EU-medlemslande har anerkendt Kosovos uafhængighed. Cypern, Grækenland, Spanien, Rumænien og Slovakiet har indtil videre undladt at anerkende Kosovo, primært af hensyn til indenrigspolitiske forhold og frygt for præcedens. Rusland og Kina har udtrykt stærk modstand mod Kosovos uafhængighed og nægter at anerkende staten under nogen omstændigheder.
Ruslands og Kinas permanente medlemskab i FN's Sikkerhedsråd betyder, at Kosovo sandsynligvis ikke vil kunne opnå medlemskab af FN i overskuelig fremtid, da de to stormagter forventes at benytte deres vetoret til støtte for Serbien. Som reaktion på uafhængighedserklæringen hjemkaldte Serbien midlertidigt sine ambassadører fra de lande, der anerkendte Kosovo som en selvstændig stat.